# Oratorio di San Luigi Gonzaga (L'Aquila)
L'oratorio di San Luigi Gonzaga è un edificio religioso dell'Aquila, situato nel palazzo Arcivescovile, nel quarto di San Giovanni.

## Storia
Le vicende costruttive dell'oratorio si fondono con quelle dell'adiacente cattedrale di San Massimo. Una prima cappella interna al palazzo Arcivescovile sorse nella seconda metà del XIII secolo per volere della confraternita di San Massimo, insieme alla sede della stessa congrega. Il nome evidenzia un legame evidente, già in questa fase, tra i due edifici religiosi; in seguito la confraternita venne intitolata al Santissimo Sacramento quindi a Santa Maria della Pietà.
La documentazione sulla primitiva cappella sono tuttavia scarne: l'Antonini ritiene che essa dovette configurarsi sin dall'inizio come un edificio religioso a sé stante, posto in posizione diversa dall'attuale, ossia all'esterno dell'abside della Cattedrale e collegato a essa tramite un accesso dalla tribuna. All'inizio del XV secolo, su impulso del vescovo Jacopo Donadei, si decise di «riformar la Casa e la Cappella in altro stato purché non recasse pregiudizio al Duomo»; detto rinnovamento va certamente collegato con le modifiche apportate alla zona presbiteriale della Cattedrale anche a causa del trasferimento delle reliquie di Massimo d'Aveia da Bagno all'Aquila.
Il terremoto dell'Aquila del 1461 causò gravi danni, tra cui il parziale crollo del fronte meridionale del Duomo, che portò alla distruzione dell'oratorio posto al di sotto. La confraternita decise quindi di edificare una nuova cappella, che prese il nome di Santa Maria della Pietà, «separata dalla Cattedrale a mezzo della via imboccante a piedi la piazza»; sviluppata su una pianta rettangolare, essa era sfarzosamente decorata con dipinti di Francesco da Montereale e caratterizzata da un portale in stile gotico, probabilmente recuperato dalla precedente costruzione.
Nel 1561, la confraternita decise di edificare un secondo oratorio a pianta centrale, forse sul sito dell'edificio dugentesco danneggiato alla metà del secolo precedente. In questo nuovo oratorio fu attivo Pompeo Cesura che vi realizzò nel 1563 una Pietà, oggi scomparsa, e nel 1565 il pregevole Tutti i santi. Nel 1683 il vescovo Ignacio de la Cerda decise di edificare il nuovo palazzo Arcivescovile prospiciente la piazza del Duomo, cosicché l'intero isolato venne oscurato alla vista pubblica.
Gli spazi ristretti causarono ben presto dissidi tra la Curia e la confraternita, che portarono nel 1856 alla richiesta ― avanzata da Luigi Filippi, vescovo e architetto ― di demolizione degli edifici esistenti per l'ampliamento degli spazi dell'episcopio. Nonostante l'opposizione della congrega, nel 1859 si procedette quindi all'abbattimento dell'oratorio. L'oratorio, con la nuova intitolazione a Luigi Gonzaga, fu quindi interamente ricostruito sulle fondamenta della cappella di Santa Maria della Pietà e riservato esclusivamente ai seminaristi.
Rinnovato nel corso del XX secolo, l'oratorio subì poi gravi danni nel sisma del 2009. L'edificio è in corso di consolidamento e restauro insieme all'adiacente palazzo Arcivescovile.

## Descrizione
Il San Luigi Gonzaga è situato all'interno del complesso del palazzo Arcivescovile, cui è parzialmente inglobato. L'edificio può essere quindi ricompreso nel locale di Roio del quarto di San Giovanni, sebbene l'unico accesso a esso sia quello dalla piazza del Duomo.
L'oratorio presenta solamente due fronti liberi, l'orientale prospiciente il cortile dell'Arcivescovado e la facciata che si oppone al prospetto meridionale del Duomo; quest'ultima è ben evidenziata dai possenti contrafforti che ne seguono le forme. Si tratta di una facciata a intonaco semplice, composta da un primo ordine suddiviso verticalmente in tre spazi da paraste, e un secondo ordine con un'alta testata, anch'essa fiancheggiata da paraste, con trabeazione di coronamento laterale. Al centro si apre un portale barocco in pietra, sormontato dallo stemma della Confraternita, mentre gli altri spazi prevedono finestre di forme diverse.
All'interno, si sviluppa su una pianta centrale con quattro vani rettangolari posti a prolungamento degli assi radiali. Il vano di fondo presenta l'altare maggiore, con composizione a edicola templare, sormontato dalla Madonna e bambino con San Pietro Celestino di Giulio Cesare Bedeschini. Gli altri vani sono finemente decorati e presentano anch'essi due dipinti: il primo contiene la Gloria di Pompeo Cesura e il secondo la Natività di Bernardino Monaldi, cognato del Bedeschini. Sulla parete di controfacciata, sopra l'ingresso, è invece installata una cantoria.
Gli intercolumni dei vani sorreggono la curiosa cupola cassettonata, secondo una composizione che rimanda alla chiesa dell'Annunziata e a quella di Santa Caterina Martire, distaccandosi dalla tradizione costruttiva abruzzese; tale particolarità è forse da collegare a un legame temporale tra i tre edifici. La decorazione della cupola è invece da riferirsi a quella della vicina chiesa di Santa Maria del Suffragio suggerendo, anche per il San Luigi Gonzaga, un'attribuzione all'architetto Giovan Francesco Leomporri.